# Anthony Dang Mingyan
Anthony Dang Mingyan (* 12. Juli 1967) ist römisch-katholischer Erzbischof des Erzbistums Xi’an, Volksrepublik China.

## Leben
Anthony Dang Mingyan, achtes von neun Kindern, trat 1985 in das Priesterseminar in Sian (Xi’an) ein und empfing 1991 nach seiner theologischen Ausbildung im Sheshan-Seminar der Diözese Shanghai die Priesterweihe. Er war als Pfarrer in Sian tätig.
Dang wurde am 26. Juli 2005 zum Weihbischof im Erzbistum Xi’an ernannt und zum Koadjutor von Erzbischof Anthony Li Duan bestellt. Im Mai 2006 wurde Dang zum Erzbischof von Sian ernannt und durch Papst Benedikt XVI. sowie die Chinesische Katholisch-Patriotische Vereinigung anerkannt.